# Eumida punctifera
Eumida punctifera är en ringmaskart som först beskrevs av Grube 1860.  Eumida punctifera ingår i släktet Eumida och familjen Phyllodocidae. Inga underarter finns listade i Catalogue of Life.